# Solanum nematorhachis
Solanum nematorhachis är en potatisväxtart som beskrevs av Sandra Diane Knapp. Solanum nematorhachis ingår i släktet skattor som ingår i familjen potatisväxter. Inga underarter finns listade i Catalogue of Life.